# Примокшанский
Примокшанский — посёлок в Ковылкинском районе Мордовии. Административный центр Примокшанского сельского поселения.

## История
В 1987 г. указом ПВС РСФСР посёлку птицесовхоза присвоено наименование Примокшанский.

## Население
| 2002 | 2010 |
| ---- | ---- |
| 712  | ↗730 |